# Спутники Венеры

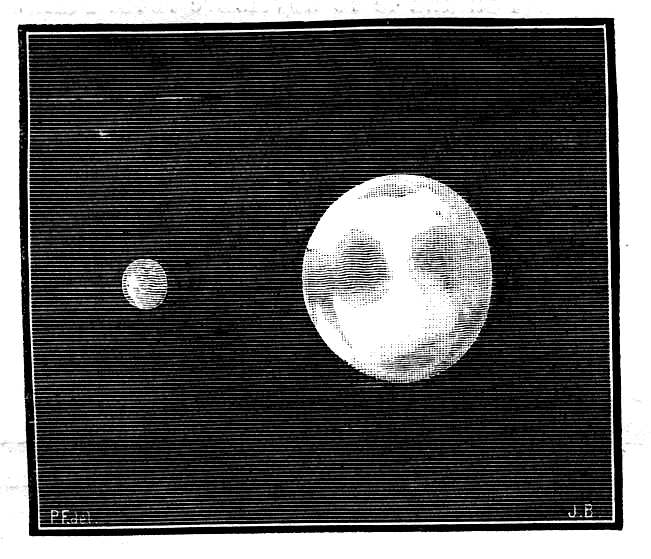
Так, по мнению художника Жозефа Бертрана (1882 год), выглядела бы Венера, если бы у неё имелся спутник.

Спутники Венеры — гипотетические небесные тела естественного происхождения, обращающиеся вокруг Венеры, об открытии которых в XVII—XVIII веках неоднократно сообщали астрономы. В настоящее время известно, что естественные спутники у Венеры отсутствуют.
Первые заявления о том, что обнаружены спутники Венеры, относятся к XVII веку. Всего за 120-летний период до 1770 года было зарегистрировано более 30 наблюдений спутников как минимум 12 астрономами. К 1770 году поиски спутников Венеры были практически прекращены, в основном из-за того, что не удавалось повторить результаты предыдущих наблюдений, а также в результате того, что никаких признаков наличия спутника не было обнаружено при наблюдении прохождения Венеры по диску Солнца в 1761 и 1769 году.
Современный взгляд на этот вопрос выразил в 1928 году датский астроном Карл Луплау Янсен: «У Венеры нет лун. В прошлом имели место многочисленные заявления о наблюдении спутников Венеры, но открытие всегда оказывалось основанным на ошибке. В настоящее время можно считать доказанным фактом отсутствие у Венеры каких-либо спутников существенных размеров». Астрономами XX века проблема существования спутников Венеры рассматривается лишь в контексте истории астрономии и космологии. Существуют также гипотезы, имеющие своей целью объяснить отсутствие спутника: либо изначальное (с момента формирования Солнечной системы), либо вызванное какой-либо космической катастрофой.
У Венеры существует квазиспутник, астероид 2002 VE68, обращающийся вокруг Солнца таким образом, что между ним и Венерой существует орбитальный резонанс, в результате которого на протяжении многих периодов обращения он остаётся вблизи планеты.

## Сводная таблица наблюдений спутника Венеры
| Год  | Астроном                 | Место наблюдения | Число наблюдений |
| ---- | ------------------------ | ---------------- | ---------------- |
| 1645 | Франческо Фонтана        | Неаполь          | 3                |
| 1646 | Франческо Фонтана        | Неаполь          | 1                |
| 1672 | Джованни Доминик Кассини | Париж            | 1                |
| 1686 | Джованни Доминик Кассини | Париж            | 1                |
| 1740 | Джеймс Шорт              | Лондон           | 1                |
| 1759 | Андреас Майер            | Грейфсвальд      | 1                |
| 1761 | Луи Лагранж              | Марсель          | 3                |
| 1761 | Жак Монтень              | Лимож            | 4                |
| 1761 | неизвестен               | Сент-Неот        | 1                |
| 1761 | Фридрих Артзт            | Гундерслёвхолм   | 1                |
| 1761 | Абрам Шойтен             | Крефельд         | 2                |
| 1761 | Педер Рудкиар            | Копенгаген       | 8                |
| 1764 | Педер Рудкиар            | Копенгаген       | 2                |
| 1764 | Кристиан Хорребоу и др.  | Копенгаген       | 3                |
| 1764 | Монбарон                 | Осер             | 3                |
| 1768 | Кристиан Хорребоу и др.  | Копенгаген       | 1                |

## Франческо Фонтана и его наблюдения

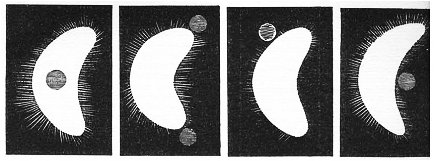
Зарисовки спутника Венеры, Франческо Фонтана

Первым человеком, который заявил о наблюдении спутников Венеры, был Франческо Фонтана, юрист и астроном из Неаполя. Он уже был известен к тому времени благодаря усовершенствованию конструкции телескопа (его телескопы давали большее увеличение) и за счёт весьма сомнительных даже для астрономов той эпохи описаний якобы увиденных им деталей на диске Марса и пяти новых спутников Юпитера.
Фонтана занимался наблюдениями Венеры в 1645 году. В описании наблюдения, произведённого вечером 11 ноября 1645 года, он отметил наличие в центре серпа Венеры красноватого пятна радиусом около 1/5 венерианского. Далее он сообщает:

Я увидел две маленькие точки, сопровождающие Венеру, которые, как я предположил, были её придворными и спутниками, так же, как и те, что принадлежат Юпитеру и Сатурну. Это новое открытие, которое, как мне кажется, ещё не было опубликовано. Необходимо заметить, что они появляются не всегда, но лишь когда Венера мерцает, как это будет ясно из схем, и эти маленькие точки всегда кажутся имеющими красноватый оттенок. Эти маленькие точки, однако, не всегда видны в том же положении по отношению к Венере, но движутся взад-вперёд, как рыба в море. Из этого можно заключить, что и сама Венера движется подобным образом и не прикреплена ни к какой части неба.
Оригинальный текст (англ.)Two small dots were seen to accompany Venus, which I would suppose to be her Courtiers and Attendants, as we shall also call those of Jupiter and Saturn. This is a new discovery not yet published in my opinion. But it is true that they do not always appear, but only when Venus is shimmering, as will be revealed in the diagrams, and these little dots were always seen to be of a more reddish colour. These little dots were, however, not always seen in the same situation on Venus, but they moved back and forth like fish in the sea. From this it can be deduced that Venus itself moves in the same way and is not attached to any part of the sky.

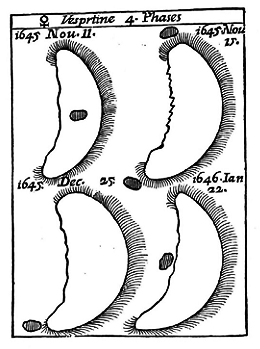
Зарисовки спутника в Новом Альмагесте

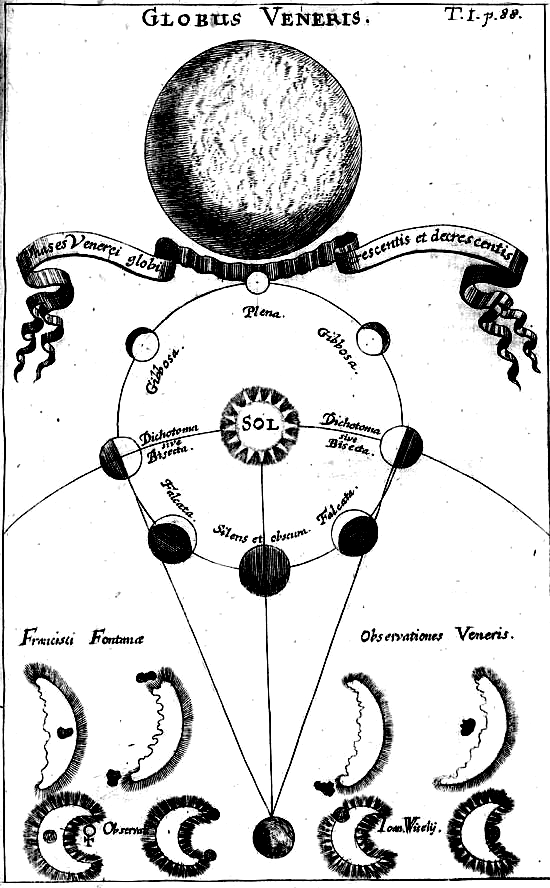
Зарисовки Фонтаны в Oculus artificialis… Иоганна Зана

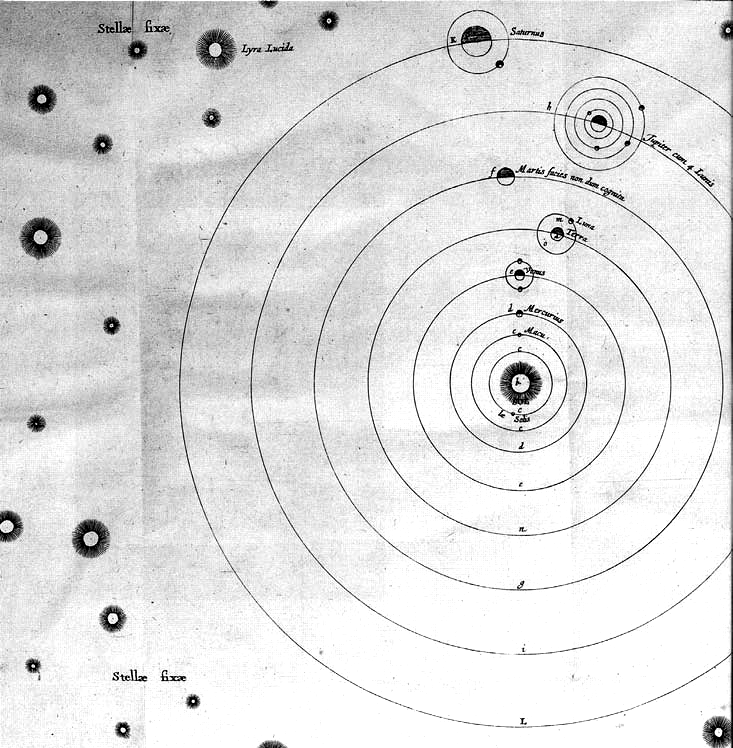
Схема космологической системы Отто фон Герике

В описании другого наблюдения (от 25 декабря 1645 года, через час после заката) он пишет: «Я видел не два, как в предыдущем наблюдении, а лишь один маленький шар или звезду в верхней части выпуклой стороны Венеры». В описании от 22 января 1646 года он указывает: «Я обнаружил, что Венера окружена небольшим количеством лучей, но её рога более остры и напоминают по форме лук; маленький шар или пятно стояло перед вогнутым краем настоящей Венеры»
Эти наблюдения не прошли незамеченными, хотя большинство астрономов восприняло их критически. Пьер Гассенди в своём Institutionis astronomicæ (1647) сослался на труд Фонтаны, но далее указал, что ему так и не удалось увидеть ничего похожего на имевшиеся в нём описания на своём телескопе.
Джованни Баттиста Риччоли в своём труде «Новый Альмагест» (1651), включавшем, в частности, описания наблюдений пепельного света Венеры, охарактеризовал наблюдения Фонтаны как «крайне неизящные». Риччоли предположил, что Фонтана видел не спутники Венеры, а «что-то похожее на атмосферное явление, или маленькое вечернее облако, или что-то похожее на солнечные пятна на поверхности Венеры», а также, что ни он, ни Франческо Гримальди, ни Пьер Гассенди не сообщали о наблюдениях каких-либо шариков рядом с Венерой с помощью любых телескопов.
Работа Атанасиуса Кирхера Iter extaticum coeleste (1656, 1660) включает описание заявлений Фонтаны об открытии спутников, однако в ней также отмечается, что уверенности в действительном наличии у Венеры спутников эти свидетельства не дают.
Фламандский математик Андреас Таквет (Andreas Tacquet) упомянул открытие Фонтаны в своём труде Astronomia (1669), при этом он предположил, что причиной более поздних неудач было худшее качество использованных этими исследователями телескопов, чем аппарата, использованного Фонтаной, который славился как раз высоким качеством изготавливаемых им инструментов.
Иоганн Зан, каноник ордена премонстратов из Нюрнберга, в своём труде Oculus artificialis teledioptricus sive telescopium также упоминает открытие Фонтаны и приводит его зарисовки. Помимо этого, он также ссылается на наблюдения, проделанные Йоханнесом Визелем (Johannes Wiesel), оптиком из Аугсбурга, который также якобы видел спутники Венеры (о том, действительно ли Визель проводил какие-то наблюдения, неизвестно).
Отто фон Герике, немецкий инженер, чьи достижения в области астрономии включали разработанную им космологическую систему, отличавшуюся от системы Коперника предположением о наличии бесконечного пространства, в котором распределены неподвижные звёзды, считал, что все планеты наделены одним или несколькими спутниками, в том числе и Венера, которую, ссылаясь на наблюдения Фонтаны, он наделил двумя спутниками, которые, по его мнению, вращались вокруг Венеры по одной и той же орбите.
Поисками спутников Венеры занимался и Христиан Гюйгенс, который также знал о наблюдениях Фонтаны, хотя и находил их сомнительными. Он в одном из своих писем указывает на то, что Фонтана наблюдал три спутника, хотя тот писал лишь о двух. Однако после трёх лет бесплодных наблюдений Гюйгенс был вынужден признать отсутствие спутника.
Более поздние оценки наблюдений Фонтаны также отмечают плохое качество его наблюдений, вызванное как несовершенством его телескопа, так и другими факторами. Карл Литров, директор Венской обсерватории, отмечал, что крайне подозрительными являются лучи света, которые Фонтана наблюдал вокруг Венеры, причём когда этих лучей не было, спутника Фонтана не видел.

## Джованни Доменико Кассини
Хотя наблюдения Фонтаны и получили некоторую известность, из изложенного выше ясно, что мало кто из учёных верил в открытые им спутники. Однако в 1730 году было опубликовано сообщение значительно более авторитетного астронома, Джованни Доменико Кассини, который к тому времени уже был известен открытиями Большого красного пятна Юпитера (1665), четырёх спутников Сатурна (Япета, Реи, Тефии и Дионы), деления Кассини (1675), объяснением явления зодиакального света (1683) и измерением расстояний от Земли до Марса и от Земли до Солнца (1672).
В своей работе Découverte de la lumiere celeste qui paroist dans le Zodiaque (издание 1730 года) Кассини приводит следующее описание наблюдения:

28 августа 1686 года, 4 часа 15 минут утра. Наблюдая Венеру в телескоп с фокусным расстоянием 34 фута, к востоку от неё, на расстоянии 3/5 её диаметра я увидел светящееся проявление нечёткой формы, которое имело ту же фазу, что и Венера, которая в этот момент была в убывающей фазе. Диаметр этого объекта составлял почти четверть диаметра Венеры. Я внимательно наблюдал его в течение 15 минут, но отвлекшись на четыре или пять минут, я перестал его видеть; но в этот момент уже дневной свет был довольно сильным. Я видел похожее явление, которое также повторяло фазу Венеры, 25 января 1672 года, с 6 часов 52 минут до 7 часов 2 минут утра, пока яркость сумеречного света не заставила его исчезнуть. Венера тогда была в виде серпа, и этот объект, который имел диаметр, почти достигавший четверти венерианского, также имел эту форму. Он находился к западу от южного рога Венеры на расстоянии одного её диаметра. В ходе этих двух наблюдений я засомневался, не является ли этот объект спутником Венеры, который имеет такую плотность, которая не позволяет ему хорошо отражать свет Солнца, и который по величине находится в такой же пропорции к Венере, в которой Луна находится к Земле, и находящийся на том же расстоянии от Солнца и Земли, что и Венера, фазы которой он повторяет. Но несмотря на исследования, которые я время от времени производил после данных наблюдений, чтобы завершить открытие такой важности, мне так и не удалось увидеть его, помимо этих двух раз; и поэтому я хотел бы воздержаться от окончательного решения.
Оригинальный текст (фр.)Le 28. Aouft… A 4 heures 15 minutes en regardant Venus par la lunette de 34 pieds, je vis à trois cinquièmes de son diamètre vers l’Orient une lumière informe, qui sembloit imiter la phase de Venus, dont la rondeur étoit diminuée du côté de l’Occident. Le diamètre de ce Phénomene étoit à peu près égal à la quatrième partie du diamètre de Venus. Je l’observai attentivement pendant un quart d’heure, & après avoir interrompu l’observation l’espace de quatre ou cinq minutes, je ne la vis plus: mais le jour étoit grand. J’avois vû une apparence semblable qui imitoit la phase de Venus le 25. Janvier de l’an 1672, depuis 6 heures 51 minutes du matin jusqu’à 7 heures 2 minutes, quand la clarté du Crépuscule la fit évanoüir. Venus étoit alors en croissant, & ce Phénomene qui étoit égal à peu près à la quatrième partie du diamètre de Venus, étoit àuffi en forme de croissant. Il étoit éloigné de la corne australe du diamètre de Venus, du côté de l’Occident. Dans ces deux observations j’ai douté si ce ne feroit pas un satellite de Venus qui seroit d’une consistance moins propre à refléchir sa lumière du Soleil, & qui auroit à peu près la même proportion à Venus que la Lune à la terre, étant à la même distance du Soleil & de la terre, que Venus, dont il imiteroit les phases. Mais quelque recherche que j’aye faite après ces deux observations, & en divers autres temps, pour achever une decouverte de si grande importance, je ne l’ai jamais pû voir que ces deux fois. C’est pourquoi je suspends mon jugement sur ce Phénomène.

Хотя Кассини был достаточно осторожен в своём сообщении и не заявлял с определённостью, что видел именно спутник Венеры, в XVIII веке общей практикой было рассмотрение данной информации как открытия или заявки на открытие. Однако в течение следующих 50 лет после первого наблюдения Кассини в 1672 году никому не удавалось увидеть спутник. Противоречивыми были и оценки наблюдений Кассини.
Так, Дэвид Грегори, профессор астрономии в университете Оксфорда, в своём введении в ньютоновскую астрономию (Astronomiae physicae et geometricae elementa, 1702) оценил данные наблюдения положительно, а в более позднем издании этой же работы указал, что имеется «нечто большее, чем просто подозрение, чтобы склонить нас к вере в существование спутника Венеры», и далее: «если у Венеры есть спутник, это делает её похожей во всех отношениях на нашу Землю, от которой она менее отличается по продолжительности дня и ночи и по количеству получаемого тепла, чем любая другая планета». Отсутствие повторных наблюдений он объяснил слабой отражающей способностью спутника.
С другой стороны, римский учёный Франческо Бьянчини, оценивая наблюдения Фонтаны и Кассини, хотя и отвергал возможность того, что эти астрономы допустили ошибку, приняв за спутник отражение в линзах, считал, что наблюдаемое явление имело другую природу: он объяснял увиденное этими астрономами имевшим место в прошлом уплотнением «текучей небесной субстанции» между Венерой и наблюдателями.
Аналогичное объяснение предлагал и Жак Кассини, сын Джованни Кассини и его преемник на посту директора Парижской обсерватории. Он считал, что феномен, увиденный его отцом, не мог быть связан с атмосферой Венеры и представлял собой временное уплотнение небесной материи, заполнявшей пространство между планетами, способное отражать свет.

## Джеймс Шорт
Следующее сообщение о наблюдении спутника Венеры относится к 1740 году. В 1744 году в журнале Philosophical Transactions Лондонского королевского общества было опубликовано сообщение Джеймса Шорта, члена Общества, довольно известного к тому времени оптика и изготовителя телескопов. Утром 3 ноября 1740 года (по григорианскому календарю) на угловом расстоянии 10°2′ от Венеры он увидел яркую звёздочку:

Я нашёл, что Венера была очень чёткой, и, следовательно, воздух был очень чист. Я установил 240-кратное увеличение и, к моему большому удивлению, увидел, что эта звезда имела ту же фазу, что и Венера. Я попробовал установить 140-кратное увеличение, и даже после этого я нашёл, что объект имел ту же фазу. Его диаметр составлял примерно третью часть диаметра Венеры или чуть меньше; его свет был не таким ярким и ясным, но очень резким и вполне определённым. Линия, проведённая через центры его и Венеры, образовывала с экватором угол около 18 или 20 градусов.
Оригинальный текст (англ.)Finding Venus very distinct, and consequently the Air very clear, I put on a magnifying Power of 240 times, and, to my great surprise, found this Star put on the same Phasis with Venus. I tried another magnifying Power of 140 times, and even then found the Star under the same Phasis. Its Diameter seemed about a Third, or somewhat less, of the Diameter of Venus; its Light was not so bright and vivid, but exceeding sharp and well defined. A Line, passing through the Centre of Venus and it, made an Angle with the Equator of about 18 or 20 Degrees.

Наблюдения Шорта продолжались около часа, и в последующем повторить их ему не удалось. Более того, после произведённых им наблюдений прохождения Венеры по диску Солнца в 1761 году, по сообщениям его коллег, он заявлял, что не верит в существование спутника Венеры и даже хотел отречься от предыдущего сообщения. О таком его мнении сообщает, например, Жозеф Жером Лаланд, с которым Шорт встречался весной 1763 года.
Несмотря на это, сообщение Шорта получило достаточную известность. Автор статьи о Венере в первом издании «Энциклопедии», Жан Лерон д’Аламбер, кратко упоминал о наблюдениях Кассини и Шорта, но не занимал чёткой позиции по поводу существования спутника. Во втором издании «Энциклопедии» было размещено детальное описание спутника Венеры, сделанное Лаландом, в котором тот охарактеризовал наблюдение Шорта как наилучшим образом доказывающее существование этого спутника, ввиду невозможности предположить, что этот астроном был введён в заблуждение оптическими иллюзиями. Аналогичное описание, автором которого также был Лаланд, содержалось и в Encyclopédie méthodique par ordre des matières.
В целом положительно отнёсся к наблюдениям Шорта и вообще к возможности существования спутника Венеры авторитетный французский физик Жан-Жак де Меран, который объяснил неопределённости и ошибки имевшихся наблюдений, а также трудности с повторным наблюдением тем, что свет от этих планет искажался солнечной атмосферой (которая, как считалось в то время, окружала эти планеты).
Неопределённость ситуации с наблюдениями спутника Венеры вызвала попытки объяснить отсутствие или наличие спутника теоретически. Одним из наиболее распространённых было объяснение, согласно которому спутники присутствуют лишь у внешних планет, которые получают мало света от Солнца, для того, чтобы дать этим планетам дополнительное освещение; внутренним же планетам (Меркурию и Венере) такие дополнительные «светильники» были ни к чему. Более поздние авторы, в частности, упомянутый выше де Меран, отвергали эту теорию на том основании, что вряд ли следует делать подобного рода выводы, основываясь на представлении о том, что обитатели других планет, в существовании которых тогда многие астрономы не сомневались, так же нуждаются в свете, как и люди, и по той причине, что в эту теорию не укладывалось отсутствие спутников у Марса (которые были открыты лишь в 1877 году).

## Андреас Майер
До прохождения Венеры по диску Солнца в 1761 году было ещё одно наблюдение, которое, впрочем, прошло практически незамеченным общественностью: Андреас Майер (Andreas Mayer), профессор математики, физики и астрономии университета Грейфсвальда, 20 мая 1759 года записал в свой дневник наблюдений:

Вечером, около 8 ч. 45 м 50 с, я увидел над Венерой на расстоянии около 1½ её диаметров маленький шар намного меньшей яркости. Будущие наблюдения покажут, был ли этот маленький шар оптической иллюзией или спутником Венеры. Наблюдение было сделано на грегорианском телескопе с фокусным расстоянием 30 дюймов. Оно продолжалось около получаса, при этом местоположение маленького шара по отношению к Венере оставалось неизменным, несмотря на изменение направления трубы телескопа.
Оригинальный текст (англ.)In the evening, about 8h 45′ 50″, I saw above Venus a little globe of far inferior brightness, about 1½ diam. of Venus from herself. Future observations will show whether this little globe was an optical appearance or the satellite of Venus. The observation was made with a Gregorian telescope of thirty inches focus. It continued for half an hour, and the position of the little globe with regard to Venus remained the same, although the direction of the telescope had been changed.

Майер продолжил наблюдения Венеры и позже (во время прохождений Венеры 1761 и 1769 года), но о наблюдении спутника он больше не сообщал, хотя в посвящённой первому из этих событий работе 1762 года он ссылался на наблюдение 1759 года: «Когда 20-го вечером я… направил его [телескоп] к вечерней звезде, которая тогда так ярко сияла, на этом участке неба на расстоянии 1½ диаметров от Венеры была маленькая сфера, диаметр которой составлял ¼ диаметра Венеры. … О том, принадлежит ли этот спутник Венере, я не решаюсь делать предположения».
В целом к моменту прохождения Венеры по диску Солнца в 1761 году имелось 8 наблюдений предполагаемого спутника (4 были сделаны Фонтаной, 2 — Кассини и по одному — Шортом и Майером), причём наблюдения Фонтаны всерьёз к тому времени уже практически не воспринимались, учёные опирались в основном на сообщения Кассини и Шорта.

## Прохождение Венеры через диск Солнца в 1761 году

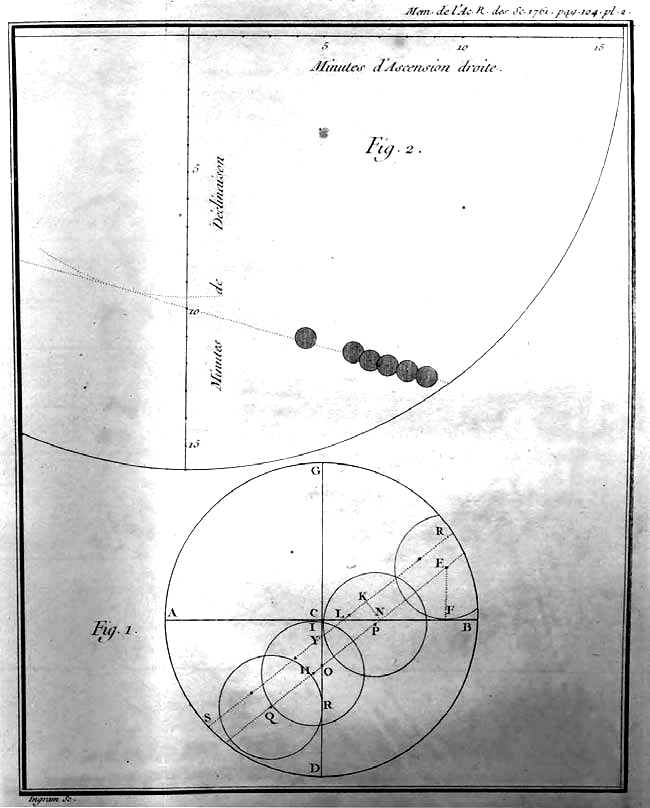
Зарисовка прохождения Венеры 1761 года

Внимание астрономов в 1761 году было приковано к Венере, так как в этот год должно было произойти редкое и долгожданное астрономическое событие: прохождение Венеры по солнечному диску. В частности, его наблюдение было призвано решить задачу определения расстояния от Земли до Солнца.
Хотя эту задачу в тот момент удовлетворительно решить так и не удалось, были получены другие ценные сведения о Венере. Кроме того, именно в 1761 году была сделана половина всех наблюдений предполагаемого спутника Венеры: 8 наблюдений было сделано до 1761 года, 19 — в 1761 году и 9 — в период с 1762 по 1768 годы.
Астрономы того времени понимали, какие возможности для обнаружения спутника даёт им это событие. Шотландский астроном и конструктор инструментов для наблюдения за небом, Джеймс Фергюсон, в своей работе 1756 года Astronomy Explained upon Sir Isaac Newton’s Principles, выдержавшей 17 переизданий, писал:

У Венеры может быть спутник или луна, пока ещё не открытая нами, что не покажется удивительным, если мы примем во внимание, насколько неудобным для его наблюдения является наше местоположение. Его освещённая сторона никогда не бывает полностью обращённой к нам, так как это возможно лишь когда Венера находится позади Солнца, а в это время Венера представляется лишь чуть более заметной, чем обычная звезда, а её спутник может быть слишком мал, чтобы мы могли его наблюдать на таком расстоянии.
Оригинальный текст (англ.)Venus may have a Satellite or Moon, although it be undiscovered by us; which will not appear very surprising, if we consider how inconveniently we are placed for seeing it. For it’s enlightened side can never be fully turned towards us, but when Venus is beyond the Sun; and then, as Venus appears little bigger than an ordinary Star, her Moon may be too small to be perceived at such a distance.

Далее он пишет: «Но если у Венеры есть спутник, он определённо может наблюдаться во время прохождения её по диску Солнца, в 1761 году, если его орбита не находится под большим углом к эклиптике; поскольку даже если он в этот момент будет находиться в соединении или противостоянии, вряд ли можно предположить, что он движется настолько медленно, что он будет скрыт Венерой все шесть часов, в течение которых она будет видна на диске Солнца».

### Луи Лагранж
Первым в 1761 году спутник Венеры увидел однофамилец известного математика, Жозефа Луи Лагранжа, Луи Лагранж (Louis Lagrange), иезуит франко-итальянского происхождения, которого современники (в частности, Лаланд) считали опытным и аккуратным астрономом. Лагранж проводил наблюдения в Марселе между 10 и 12 февраля 1761 года на рефракторе с фокусным расстоянием 180 сантиметров и 800-кратным увеличением; сам он не опубликовал никаких сообщений об открытии (вероятно, потому что не верил в существование спутника), однако Лаланд упоминает о его наблюдениях во втором издании «Энциклопедии», указывая, что Лагранж видел маленькую звёздочку, которая двигалась по орбите, перпендикулярной эклиптике, и не имела фаз.

### Жак Монтень
История последующих французских наблюдений спутника Венеры тесно связана с именем Армана Анри Бодуэна де Жемандо (Armand Henri Baudouin de Guèmadeuc), парижского чиновника, автора скандального сборника анекдотов L’espion dévalisé. Бодуэн, помимо всего прочего, проявлял серьёзный интерес к учёным и науке, в том числе астрономии.
Весной 1761 года Бодуэн, которому тогда было 24 года, сам проводил наблюдения, призванные обнаружить спутник Венеры, на своём телескопе с фокусным расстоянием 7,6 метра. Эти поиски не увенчались успехом, но Бодуэн не оставлял надежды. Ему удалось привлечь к наблюдениям 45-летнего Жака Лейбара Монтеня (Jacques Leibar Montaigne), который к тому времени был известен как страстный искатель комет.

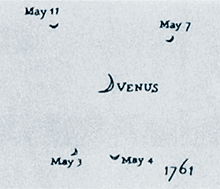
Зарисовка спутника, сделанная Монтенем

Монтень проводил наблюдения на телескопе с фокусным расстоянием 2,7 метра с увеличением 40—50, не оснащённом микрометром. С 3 по 11 мая 1761 года ему удалось увидеть искомый спутник четыре раза, однако повторить успех этих наблюдений непосредственно во время прохождения Венеры через солнечный диск ему не удалось. По сообщению Лаланда во втором издании «Энциклопедии», Монтень в 9 часов 30 минут вечера 3 мая увидел на расстоянии примерно 20′ от Венеры маленький слабо светящийся серп, ориентированный так же, как и Венера. Диаметр этого серпа составлял примерно четверть диаметра планеты; другие три наблюдения дали похожие, но не полностью совпадающие результаты, особенно велики были отличия в последнем из наблюдений.
Бодуэн был вполне уверен в том, что опубликованные им данные говорили о существенном и реальном астрономическом достижении, не говоря уже о том, что они преподносились как кульминация длинной серии попыток подтвердить ранее сделанное Кассини наблюдение. Бодуэн писал: «С 1686 года, когда Кассини счёл, что обнаружил спутник Венеры, все астрономы неустанно занимались его поисками… Можно заявить, что существование спутника больше не представляет собой нерешённую проблему… У Венеры совершенно определённо есть спутник и мы не перестаём надеяться увидеть его воочию».
Бодуэн также предпринял попытку вычисления элементов орбиты спутника. Так, на основе первых трёх наблюдений период обращения спутника был принят им в 9 дней 7 часов, однако после наблюдений 11 мая вычисления были пересмотрены, а новый период составил 12 дней. Как считал Бодуэн, диаметр вновь открытого небесного тела составил ¼ диаметра Венеры, а радиус орбиты был чуть меньше расстояния от Земли до Луны. Кроме того, им был предсказан характер движения спутника во время прохождения Венеры по диску Солнца, однако 6 июня, в день прохождения, наблюдения Бодуэна и Шарля Мессье, которые происходили в Париже на террасе Юлиановых бань рядом с особняком ордена Клуни, где находилась обсерватория Мессье, спутник увидеть не удалось.
По мнению Бодуэна, основанному на наблюдениях Монтеня и вычислениях Лаланда, орбита спутника образовывала с эклиптикой прямой угол, расстояние спутника от планеты составляло 50—60 её радиусов, а период обращения — 12 дней.
Данное сообщение об открытии стало предметом рассмотрения Французской академии наук, о нём дали отзывы известные французские астрономы. Так, Лаланд от имени Королевской академии добавил к первой из публикаций Бодуэна постскриптум, в котором говорилось о важности данного открытия, утверждённый также Жан-Полем Гранжаном де Фуши (Jean Paul Grandjean de Fouchy), постоянным секретарём Академии. В другом сертификате, выданном Лаландом и Лакайлем после сообщения Бодуэна о последнем из наблюдений спутника, говорилось:

По заданию Академии мы изучили заметки М. Бодуэна о новом наблюдении спутника Венеры, сделанном в Лиможе 11 мая М. Монтенем. Это четвёртое наблюдение, имеющее огромную важность для теории спутника, показало, что его период обращения должен быть больше, чем представлялось на основе первых трёх наблюдений. М. Бодуэн считает, что этот период может быть установлен в 12 дней, а расстояние от спутника до планеты он считает равным 50 её радиусов; отсюда он делает вывод, что масса Венеры равна массе Земли. Эта оценка массы Венеры является очень важной для астрономии, так как она фигурирует во многих вычислениях и связана с различными явлениями.
Оригинальный текст (англ.)We having examined, by order of the Academy, the remarks of M. Baudouin on a new observation of the satellite of Venus, made at Limoges the 11th of May by M. Montaign. This fourth observation, of great importance for the theory of the satellite, has shewn that its revolution must be longer than appeared by the first three observations. M. Baudouin believes it may be fixed at 12 days; as to its distance, it appears to him to be 50 semidiameters of Venus; whence he infers that the mass of Venus is equal to that of the earth. This mass of Venus is a very essential element to astronomy, as it enters into many computations, and produces different phenomena.

Из двух астрономов, подписавших данное заявление, лишь Лаланд являлся горячим сторонником идеи о существовании спутника. Сообщается, что Лакайль не признавал этого открытия, а мотивы подписания им этого заявления остаются неясными.
Лаланд же, напротив, был последовательным сторонником спутника в течение долгого времени после того, как другие астрономы признали его несуществование. Описания спутника были включены Лаландом в «Энциклопедию» (1778—1782) и восьмое издание Dictionnaire de physique (в котором он писал: «1761 год войдёт в историю астрономии благодаря сделанному 3 мая открытию спутника Венеры»). Лишь к 1790-м годам он пришёл к выводу, что спутник являлся не более чем иллюзией, ввиду того, что его так и не удалось увидеть с тех пор.

### Фридрих Арцт

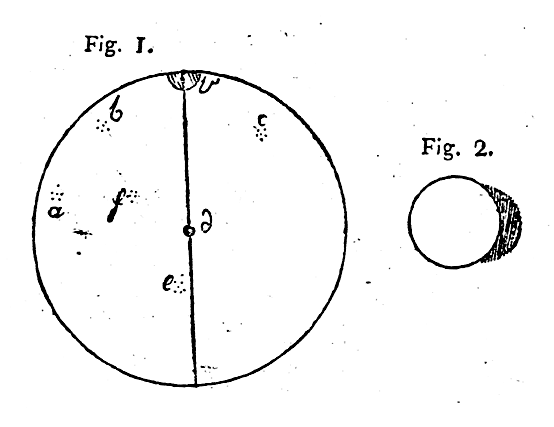
Рисунок спутника Венеры, сделанный Фридрихом Арцтом во время прохождения 1761 года. Слева (большой круг) Солнце, Венера находится у его верха (v). Спутник рядом с центром (∂). Справа рисунок «текучей и прозрачной субстанции», которая, по представлению Арцта, находилась близ южного полюса Венеры.

Астроном-любитель Фридрих Арцт (Friedrich Artzt) вёл наблюдения из местечка Гундерслёвхолм в Зеландии. В ходе наблюдения прохождения, как только Венера дошла до центра солнечного диска, он увидел появление маленького тёмного пятна на его крае, которое следовало по тому же пути, что и Венера, и не пропало даже после того, как Венера перестала быть видимой. Предполагаемый спутник отставал от планеты на 5 часов и его радиус оценивался Арцтом примерно в 1/5 радиуса Венеры. Арцт был уверен, что видел именно спутник, но опубликовал свои наблюдения лишь в 1813 году.

### Другие наблюдения
Были и другие наблюдения, оставшиеся незамеченными астрономическим сообществом того времени. Так, в момент прохождения Венеры через диск Солнца ускользающий от всех спутник наблюдал Абрам Шойтен (Abraham Scheuten), астроном-любитель из Крефельда, Германия. Его записки от 6 июня 1761 года содержали следующее описание: «Этим утром в 5.30 я видел Венеру на диске Солнца. Облачность помешала делать наблюдения с 8 до 12 часов. В 12 часов я увидел Венеру и её маленький спутник в центре солнечного диска. В 3 часа дня она была вблизи его края». Шойтен оценил размер спутника в ¼ диаметра Венеры. Отмечается, что Шойтен продолжал видеть спутник даже после того, как Венера вышла с солнечного диска.
Кроме того, в London Chronicle or Universal Evening Post за 16-18 июня 1761 года было опубликовано сообщение оставшегося анонимным наблюдателя из Сент-Неота (Хантингдоншир): «Этим утром, во время наблюдения прохождения, я заметил феномен, который двигался по иной кривой, нежели солнечные пятна, которые я ранее наблюдал. У меня возникла мысль, что это планета, дополнительная к Венере, поскольку казалось, что центром её движения является Венера. С помощью моего телескопа я мог наблюдать, что эта вторая планета практически повторяла прохождение Венеры, но находилась ближе к эклиптике. Прохождение Венеры закончилось в 8.31, а второй планеты — в 9.09».

## После 1761 года

### Датские наблюдения
Длинная серия наблюдений предполагаемого спутника была проведена в 1760-х годах астрономами копенгагенской университетской обсерватории Рундетарн, директором которой был Кристиан Хорребоу. Хорребоу, основываясь на сообщениях Кассини и Шорта, не сомневался в существовании спутника.
Первые наблюдения спутника в этой обсерватории были произведены Педером Рудкиаром (Peder Roedkiær), одним из ассистентов Хорребоу. С 28 июня по 1 декабря 1761 года он видел спутник 8 раз, однако эти наблюдения так и не были опубликованы. Возможной причиной этого является то, что хотя Рудкиар и видел спутник (который при наблюдении в телескоп имел форму серпа), другим астрономам (в том числе Хорребоу) так и не удалось его наблюдать.
Следующий раз спутник удалось увидеть на вечерних наблюдениях 3 и 4 марта 1764 года. 4 марта Рудкиар записал в своём журнале, который содержал также грубый рисунок Венеры и спутника:

Этим вечером… Рудкиар снова увидел спутник Венеры. Он находился на расстоянии ½ диаметра Венеры от её левого края, а его центр образовывал с центром Венеры угол примерно равный 45°: в телескопе он казался находящимся выше центра Венеры. Можно было также легко различить его фазу, которая совпадала с фазой Венеры… То, что это именно спутник, было ясно, так как видимый размер как Венеры, так и спутника заметно увеличивался (при наблюдении в 14-футовый телескоп по сравнению с 9½ футовым), в отличие от размера неподвижных звёзд.
Оригинальный текст (англ.)This evening… Roedkiær again saw the Satellite of Venus. Its distance to the left from Venus was ½ of Venus’ diameter. Its centre made with Venus’ centre an angle of about half a right angle: it appeared higher than Venus’ centre in the telescope. He also could very well distinguish its phase which conformed to Venus’ phase. … That it was a satellite was clear primarily because both the diameters of Venus and the satellite were enlarged noticeably (by the telescope of 14 feet as compared with the telescope of 9½ feet), which applied to none of the fixed stars.

Рудкиар считал, что тем самым подтвердил более ранние наблюдения Монтеня.
Спутник удалось увидеть ещё раз этой же ночью, на этот раз не только Рудкиару, но и Кристиану Босерюпу (Christian Boserup) и П.Хорребоу (брату Кристиана Хорребоу). А 11 марта спутник увидел и сам Кристиан Хорребоу, который так описал свои впечатления:

Никогда ранее не приходилось мне видеть на небесах представление, которое бы увлекло меня больше; я подумал, что действительно увидел спутник Венеры и почувствовал радость в своём сердце, так как мне было теперь ясно, что Господь наделил жителей Венеры спутником, таким же как и наш. Я предпринял несколько попыток установить, не является ли это слабо светящееся тело вводящим в заблуждение отражением в телескопе, но … [пришёл к выводу], что этот огонёк должен в действительности быть спутником Венеры… Чтобы более подробно описать увиденное я не могу придумать лучшего способа, кроме как обратиться к выражениям, которые использовал месье Кассини в описаниях своих наблюдений от 25 января 1672 года и 28 августа 1686 года. Все они находятся в очень близком соответствии с увиденным здесь, и таким образом, наше наблюдение может быть призвано совершенным повторением сообщения Кассини.
Оригинальный текст (англ.)I have never before seen a spectacle in the heavens which has captivated me more; I thought that I truly saw the satellite of Venus and felt happy in my heart that I now saw that the Lord had provided the inhabitants of Venus with a satellite, just as ours. I sought to establish in many ways whether this weakly luminating body might be a deceptive reflction in the telescope, but … [reached the conclusion] that the light must really be the Venus satellite. … To describe this observation more closely I know of no better way than to refer to precisely the expressions that Mr. Cassini uses when he describes his observations of 25 January 1672 and 28 August 1686. All of these fit closely with the ones here observed, and thus our observation might be considered a perfect repetition of the ones reported by Cassini.

Хорребоу был достаточно опытным астрономом и попытался исключить возможность того, что за спутник было принято отражение света в телескопе или неподвижная звезда. Он был полностью убеждён в существовании спутника и важности открытия, однако широкой публикации его данных не последовало, и они остались практически неизвестными астрономическому сообществу
Четыре года спустя, 4 января 1768 года, Хорребоу и его ассистентам Оле Николаю Бутзову (Ole Nicolai Bützov) и Эйолвору Йонсену (Ejolvor Johnsen) удалось увидеть спутник в последний раз. Он находился на расстоянии примерно одного диаметра Венеры от неё самой, наблюдался в два разных телескопа, и заметно отличался по виду от неподвижных звёзд, видимых в телескоп. Данное наблюдение также не было опубликовано.
После смерти Хорребоу его пост занял Томас Бюге (Thomas Bugge), который придерживался мнения о том, что наблюдения спутника были вызваны обманами зрения. Этой же точки зрения придерживалось и большинство астрономов того времени.

### Монбарон
В 1764 году спутник наблюдал Монбарон (Montbarron), советник из Осера. В 7 утра 15 марта 1764 года Монбарон увидел у тёмной стороны диска Венеры маленькую звезду; повторные наблюдения состоялись 28 марта и 29 марта, после этого Монбарон, несмотря на все поиски, больше звезды не видел. У объекта, который наблюдал Монбарон, не удавалось различить фазы, однако он не мерцал, что говорило о его принадлежности к телам Солнечной системы.

## Падение интереса к спутнику в научных кругах
Отсутствие результата в науке — в некоторых случаях само по себе значимый результат. Неудача в наблюдении определённого события, предсказанного теорией или предыдущими опытами, может многое сказать о данной теории или опытах. Это произошло и со спутником Венеры: прохождение 1761 года наблюдали сотни профессиональных астрономов и любителей во всём мире. По итогам данного события было опубликовано более 120 научных статей и сообщений. Несомненно, многие из этих наблюдателей знали о попытках обнаружить спутник Венеры, и пытались обнаружить его в ходе прохождения, но результат всех этих попыток был отрицательным. Большинство наблюдателей не сочли нужным вообще упоминать об отсутствующем спутнике в своих отчётах, однако некоторые все же уделили ему отдельное внимание. Сообщения об отсутствии спутника можно обобщить в следующей таблице:
| Астроном                                           | Место наблюдения | Сообщение |
| -------------------------------------------------- | ---------------- | --- |
| Никола Луи де Лакайль                              | Франция          | «Нам не удалось увидеть появления спутника на диске Солнца, ни вечером 5-го, ни 6-го вплоть до 3 часов дня» |
| Цезарь Франсуа Кассини                             | Вена             | «Всё время наблюдений я пытался найти спутник, который должен был появиться перед Солнцем, но не смог увидеть ничего подобного»                                                                                 |
| Александр Гуа Пингре                               | остров Родригес  | «Мне не удалось увидеть спутник этой планеты; не больше удачи в этом имел и мистер [Денис] Тулье, профессор математики, приглашённый Королём и Академией ассистировать мне»                                     |
| Бенгт (Бенедикт) Ферне (Bengt Ferner)              | близ Парижа      | «Я надеюсь, что записки месье Бодуэна о спутнике Венеры попали к Вам в руки. Несмотря на все усилия, предпринятые, чтобы обнаружить спутник на солнечном диске, 6-го числа нам так и не удалось ничего увидеть» |
| Самуэль Данн (Samuel Dunn)                         | Челси            | «Я внимательно исследовал диск Солнца, чтобы найти спутник Венеры, однако не увидел ничего» |
| Уильям Чаппл (William Chapple)                     | близ Эксетера    | Спутник не обнаружен, найдены лишь два солнечных пятна, которые не повторяли движение планеты |
| Джон Уинтроп                                       | США              | «Я крайне внимательно наблюдал Солнце…, надеясь найти спутник Венеры; но бесплодно. На Солнце было несколько пятен, но ни одно из тех, что я видел, не могло быть спутником»                                    |
| Иоганн Каспар Штаудахер (Johann Caspar Staudacher) | Нюрнберг         | «Спутник не было видно, но можно предположить, что он уже прошёл по диску Солнца ночью или оставался за планетой»                                                                                               |

В результате всех этих неудачных попыток всё меньше и меньше астрономов пыталось искать спутник. 8 марта 1766 года спутник пытался найти Шарль Мессье, однако ему удалось увидеть лишь маленькое туманное пятнышко вблизи Венеры, которое оказалось новой кометой.
В ходе наблюдения за прохождением 1769 года лишь один астроном в своём сообщении счёл нужным упомянуть, что специально занимался поисками спутника. Уильям Уэльс (William Wales), наблюдавший прохождение из северной Канады (Гудзонов залив, близ реки Черчилл) писал в своём отчёте: «Мы не увидели у Венеры ничего похожего на атмосферу… ни в начале, ни в конце, ни во время прохождения; также нам не удалось увидеть ничего похожего на спутник, хотя мы предприняли несколько попыток его найти».
Было выдвинуто несколько теорий, объясняющих несоответствие результатов наблюдений тех астрономов, которые видели спутник, и тех, которые его не видели (см. раздел Объяснения наблюдений). Однако интерес к вопросу основной массой астрономов был на долгое время утрачен. Исследование Ламберта 1776 года долгое время оставалось последней серьёзной научной работой, посвящённой спутнику. Большинство астрономов считали, что у Венеры спутников нет — или просто игнорировали вопрос.
Несмотря на это, некоторые упоминания спутника в последующих работах всё же встречаются. Уильям Гершель, начавший в 1777 году серию наблюдений Венеры с целью определить характер вращения планеты (эти наблюдения привели его, независимо от Ломоносова, к предположению о существовании у Венеры плотной атмосферы), записал в дневнике наблюдений от 30 ноября 1789 года: «Не было видно никакого спутника. Если он и существует, он должен быть более тусклым, чем звезда 8 или 9 величины; увеличение 300».
Один из известнейших астрономов того времени, Боде, упоминал о поисках спутника в своих научно-популярных работах, упоминая, что с 1764 года ни один «настоящий» астроном не видел спутника и его существование является весьма сомнительным.
О спутнике (точнее, о его отсутствии) упоминали известные учёные того времени: Жан Сильвен Байи, Жан Этьен Монтукля; предыдущие наблюдения спутника они считали объяснёнными оптическими иллюзиями, описанными М.Хеллом.
Спутник не был забыт и энциклопедическими изданиями. Описания истории его поисков приводились в Physikalisches Wörterbuch Иоганна Самуэля Гелера (Johann Samuel Gehler), который склонялся к объяснению Хелля и считал, что имевшиеся свидетельства в пользу существования спутника объясняются ошибками наблюдения, Mathematical and Philosophical Dictionary Чарльза Хаттона (1795), а также в Encyclopædia Britannica 1801 года. Попал он и в один из самых популярных учебников по физическим наукам в Северной Европе: Anfängsgründe der Naturlehre гёттингенского профессора Иоганна Эркслебена, выдержавший 6 изданий с 1784 по 1794 год, в котором говорилось, что «до сих пор нет уверенности в существовании спутника».
К 1830-м годам даже французские астрономы пришли к выводу о том, что Кассини мог наблюдать что угодно, но только не спутник Венеры. В целом вплоть до 1880-х годов в научных работах появлялись только редкие и немногословные упоминания спутника Венеры, а большинство астрономов считало этот спутник, как выразился Александр фон Гумбольдт, «принадлежащим к астрономическим мифам некритической эпохи». Во второй половине XIX века начали появляться и другие объяснения наблюдений спутника: например, Иоганн Медлер, директор Дорпатской обсерватории, предположил, что астрономы, сообщавшие о наличии спутника, видели не его, а неизвестную планету, период обращения которой был примерно равен периоду обращения Венеры, но основным он всё же считал объяснение, связанное с ложными изображениями.
Тем не менее, находились и такие учёные, которые всё ещё считали вопрос существования спутника заслуживающим внимания, а его поиски — заслуживающими продолжения. К их числу относился, например, Франсуа Араго. Возможность существования спутника не отвергали и другие астрономы (в основном любители) и философы, особенно придерживающиеся идеи множественности миров и принципа изобилия; при этом нередко необходимость существования спутника объяснялась потребностями предполагаемых обитателей Венеры и сходством Венеры и Земли во всех отношениях, кроме существования спутника.
Единственная попытка наблюдать спутник была предпринята в середине XIX века эксцентричным астрономом-любителем Джоном Крейгом (John Craig), построившим в 1852 году самый большой в мире ахроматический телескоп, однако ни о каких полученных с помощью данного инструмента результатах не известно.
В 1880-х годах произошло некоторое возрождение интереса к спутнику Венеры, которое, вероятно, было связано как с публикацией нескольких работ, посвящённых анализу предшествовавших наблюдений, так и с новыми открытиями и гипотезами: в 1877 году были открыты спутники Марса, который до этого считался одинокой планетой, а также получившей распространение в околонаучных кругах гипотезой о наличии у Земли второго спутника. Кроме того, в 1874 и 1882 годах произошли новые прохождения Венеры по диску Солнца, привлекшие интерес учёных к этой планете. При этом внимание астрономов уделялось в основном не возможности существования спутника (хотя редкие попытки всё же отыскать его предпринимались, большинство астрономов не сомневалось в его отсутствии), а объяснению предыдущих наблюдений, поскольку сомнения в том, что такие опытные астрономы, как Шорт, Кассини и Хорребоу были введены в заблуждение оптическими аномалиями, оставались весьма серьёзными. Многие учёные (например, Жозеф Бертран и Камиль Фламмарион) говорили о том, что за спутник Венеры в ранних наблюдениях принимались астероиды, обращающиеся между Марсом и Юпитером, случайно оказавшиеся в той же точке небесной сферы, что и Венера.
Значительное число работ 1880-х годов, посвящённых спутнику Венеры, написаны бельгийскими учёными. Однако были и сообщения, исходившие от учёных других стран: так, о поисках спутника во время прохождений Венеры заявляли учёные из Новой Зеландии (С. Дж. Ламберт, 1874), Ирландии (Уильям Эдуард Уилсон, 1882) и Англии (Лисон Принс, 1882). Разумеется, ни в одном из этих сообщений не говорилось об обнаружении спутника.
Исследования спутника в XIX веке завершила работа Паула Штробанта (Paul Stroobant), бельгийского астронома, работавшего в Королевской обсерватории Бельгии, расположенной в Уккеле, близ Брюсселя. Предложенное в ней объяснение, перепечатанное большинством известных научных журналов того времени, быстро завоевало симпатии учёных. По мнению Германа Клейна, редактора журнала Sirius, Штробант сумел успешно разрешить загадку спутника Венеры, тем самым ликвидировав одну из нерешённых проблем астрономии; аналогичные мнения были высказаны и другими учёными. Возможность существования у Венеры спутника сколько-нибудь заметных размеров, тем самым, была полностью закрыта.

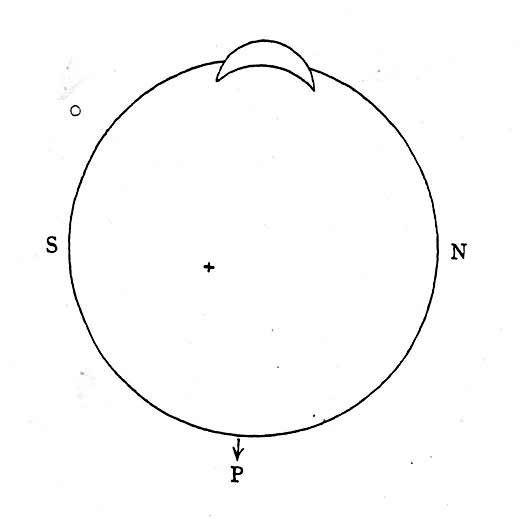
Зарисовка «необъяснимого наблюдения» 13 августа 1892 года, сделанная Барнардом

История странных наблюдений, связанных с Венерой, на этом не завершилась. Утром 13 августа 1892 года Эдуард Эмерсон Барнард, позже открывший пятый спутник Юпитера — Амальтею, наблюдал Венеру. Внезапно он обнаружил похожий на звезду объект, имевший 7-ю звёздную величину и находившийся примерно в 1° к югу от Венеры. Этот объект не был ни звездою, ни одним из ярких астероидов, ни неизвестной планетой, ни оптическим обманом. Не был он и спутником Венеры. Истинная природа данного объекта неизвестна и поныне, хотя обычно считается, что Барнард наблюдал новую звезду.
Во второй половине XX века, с началом исследований Венеры автоматическими межпланетными станциями, исключена была и возможность существования у неё спутника даже малых размеров. К 1980-м годам всё космическое пространство близ Венеры можно было считать исследованным. Спутника там не оказалось.

## Интерпретации наблюдений
Хотя к концу XVIII века большинству астрономов стало ясно, что спутника Венеры (по крайней мере, доступного для наблюдения с использованием телескопов того времени) не существует, нераскрытым оставался вопрос: что всё-таки видели астрономы, сообщавшие об открытии спутника Венеры?

### Спутник виден только при исключительно редком сочетании условий
Жан-Жак д’Орту де Меран, продолжавший поддерживать теорию о существовании спутника, основанную на наблюдениях Кассини и Шорта, по итогам наблюдений 1761 года счёл нужным более подробно изложить ранее данное им объяснение, суть которого заключалась в том, что сложности с наблюдением спутника объясняются тем, что он находится в солнечной атмосфере, простирающейся вплоть до самой Венеры, и потому виден лишь иногда, когда позволяют оптические условия. В 1762 году он написал следующее:

Спутник Венеры и его основная планета почти всё время погружены в атмосферу Солнца, что можно показать из наших знаний о положении и протяжённости данной атмосферы; спутник, таким образом, почти всегда окружён более или менее плотной текучей материей, которая скрывает его от нас полностью или частично, причём дополнительная сложность наблюдений определяется его малостью и структурой его отражающей поверхности; я считаю, что к совокупности этих непредсказуемых причин мы можем отнести случайный характер его появления и его длительные исчезновения; в то же время, мы всегда можем видеть его планету, которая довольно ярка, что определяется как её размером, который в 40 или 50 раз больше размера спутника, так и структурой её отражающей поверхности.
Оригинальный текст (англ.)Venus’ satellite and its principal planet are almost always submerged in the Sun’s atmosphere, as we can show from the position and dimensions of this atmosphere; the satellite is thus almost always enveloped by a fluid matter more or less dense, which hides it totally or partly from us, and it is complicated by its smallness and by the structure of its little reflecting surface; I think it is to this variable cause we must attribute its fortuitous appearance and its long disappearances, whereas we always see its planet rather luminous both because of its size, forty or fifty times greater, and because of the structure of its reflecting surface.

Таким образом, де Меран считал, что при определённом сочетании условий спутник можно будет увидеть снова.
Аналогичные объяснения (в которых видимость спутника ставилась в зависимость от свойств атмосфер его и Венеры, малой светоотражающей способности большей части поверхности спутника и т. д.) были предложены и другими астрономами. Так, Лаланд писал, что сложности с повторными наблюдениями могут объясняться свойствами поверхности спутника, состоящей из светлой и тёмной области; спутник может быть виден только когда к Земле повёрнута его светлая часть, что случается достаточно редко.

### Оптическая иллюзия

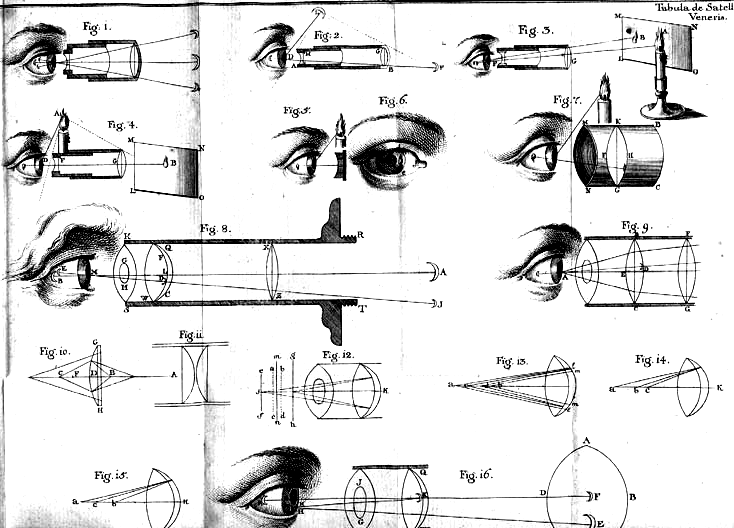
Чертежи Хелля, объясняющие образование ложных изображений Венеры

Другое объяснение в 1765 году предложил венский астроном Хелль: наблюдатели, заявлявшие об открытии спутника, были введены в заблуждение ложными изображениями Венеры, образовавшимися при прохождении света через оптическую систему телескопа. В ходе его собственных наблюдений он также столкнулся с подобными иллюзиями, которые чуть было не привели к очередному «открытию» спутника, однако он смог не только определить истинную сущность увиденного им, но и экспериментальным путём установить причину появления ложных изображений.
Хелль установил, что при определённых условиях свет яркой планеты может отражаться от роговицы глаза, а затем от менисковой линзы в окуляре телескопа, создавая ложное изображение планеты, яркость которого будет зависеть от соотношения кривизны отражающих поверхностей; при этом получение такого ложного изображения возможно лишь в определённых условиях, включающих точное взаимное расположение глаза и окуляра и особые, плавные движения глаза.
Аналогичное объяснение было также предложено астрономом хорватского происхождения Руджером Бошковичем в 1767 году (по всей видимости, независимо от Хелля).
Именно такое объяснение было признано подавляющим большинством специалистов того времени. Однако не следует считать, что этим вопрос был полностью закрыт: наблюдения Майера в 1759 году и Хорребоу в 1764, как и Шорта в 1740, плохо соотносятся с данной теорией. Майер и Хорребоу специально отмечали, что увиденное ими оставалось неизменным независимо от положения оси телескопа, а Шорт наблюдал спутник в течение часа, с использованием различных увеличений, и крайне трудно предположить, что всё это время им соблюдались те особые условия, о которых писали Хелль и Бошкович.

### Вычисление орбиты спутника
В 1774—1776 годах спутником заинтересовался Иоганн Генрих Ламберт, который предпринял попытку вычисления элементов орбиты спутника, основываясь на наблюдениях Ж. Л. Монтеня, Шойтена, Рудкиара и Хорребоу. Он получил следующие характеристики орбиты: эксцентриситет e = 0,195, наклонение орбиты 64°, период обращения — 11 дней 5 часов; кроме того, на основании этих данных ему удалось оценить массу Венеры, которая, по его вычислениям, составила около 7 земных масс (соответственно, при принятой тогда оценке радиуса Венеры в 0,97 земного, её плотность должна была быть в 8 раз больше плотности Земли).
На основе этих данных Ламберт пришёл к выводу, что невидимость спутника во время прохождений 1761 и 1769 годов вполне объяснима, так как при первом прохождении он оказался чуть ниже диска Солнца, а при втором — чуть выше. Кроме того, ему удалось предсказать, что 1 июня 1777 года, когда Венера будет проходить в 15′ выше Солнца, спутник будет находиться в нижней части орбиты и может быть обнаружен в виде тёмного пятна на диске Солнца. В предсказанное время спутник пытались найти астрономы из Берлина, Вены, Парижа, Стокгольма, Копенгагена и Нюрнберга, однако никому из них это не удалось.
Полученные Ламбертом данные о соотношении масс Венеры и Земли значительно расходятся с последующими оценками, основанными на измерении гравитационных возмущений, согласно которым масса Венеры составляет 0,815 массы Земли.

### Вулкан и Уран
Во второй половине XIX века появились попытки критической переоценки предыдущих объяснений редкости наблюдений спутника. Одна из заметных таких попыток связана с идеей о существовании ещё неоткрытых небесных тел во внутренней Солнечной системе — и в первую очередь планеты Вулкан, расположенной ближе к Солнцу, чем Меркурий, существованием которой пытались объяснить аномалии в движении Меркурия. На возможность такого истолкования наблюдений спутника обращали внимание, в частности, астрономы-любители К. Хазе (C. Haase) из Германии, Артур Блэклок (Arthur Blacklock) из Манчестера, а также анонимный автор заметки, посвящённой планете Вулкан, появившейся в 1876 году в американском еженедельнике Littell’s Living Age.
Другие авторы, в частности, берлинский астроном Иоганн Бернулли и данцигский любитель Юлиус Август Кох (Julius August Koch), указывали на возможность того, что за спутник была принята планета Уран, ещё не открытая к моменту наблюдений спутника, либо другое небесное тело (например, астероид).
Эти публикации и заявления вызвали приток нового интереса к спутнику, на волне которого немецким астрономом Ф. Шорром (F. Schorr) была опубликована книга Der Venusmond, в которой были обобщены результаты предыдущих наблюдений и сделано предположение о том, что отсутствие видимости спутника связано с темнотой его поверхности; рецензент этой книги, Томас Уильям Уэбб, соглашаясь с критикой теории Хелля, но в целом отвергая предположение Шорра, сам предпринял попытку объяснить ранние наблюдения спутника, сославшись на некие «атмосферные иллюзии».

### Планета Нейт
В конце 1870-х годов проблемой спутника заинтересовался бельгийский астроном Жан Шарль Озо. В 1878 году он выдвинул предположения, что либо спутник всё же существовал, но примерно в 1760-х годах исчез (скорее всего, разрушился, подобно комете Биэлы), либо что за спутник была принята планета, находящаяся внутри орбиты Меркурия. Однако если первый вариант был весьма невероятным, то второй был позже отвергнут Озо на том основании, что в семи заслуживающих наибольшего доверия случаях наблюдения спутника Венера была слишком далеко от Солнца, чтобы рядом с ней могла находиться планета, которая находится ближе к Солнцу, чем Меркурий.
Озо предположил, что исторические наблюдения спутника Венеры на самом деле представляли собой наблюдения соединения двух планет: Венеры и неизвестного доселе небесного тела, которому он дал название Нейт, в честь египетской богини охоты и войн. Он пришёл к выводу, что исторические наблюдения были разделены временными промежутками, представляющими собой числа, кратные 2,96 года. Из этого промежутка времени между соединениями можно было вычислить период обращения новой планеты, составлявший 283 дня (0,78 лет). Таким образом, эта планета находилась чуть дальше от Солнца, чем Венера.
На деле, однако, оказывается, что, во-первых, в данную схему укладываются лишь семь наблюдений, не объединённых никаким общим признаком, а, во-вторых, отсутствует точная зависимость: промежутки между наблюдениями кратны числам, близким к 2,96 года, но не равным 2,96 года:
| Наблюдатель | Дата    | Промежуток | Число периодов | Длина периода |
| ----------- | ------- | ---------- | -------------- | ------------- |
| Фонтана     | 1645,87 | —          | —              | —             |
| Кассини     | 1672,07 | 26,20      | 9              | 2,91          |
| Кассини     | 1686,65 | 14,58      | 5              | 2,92          |
| Шорт        | 1740,81 | 54,16      | 18             | 3,02          |
| Монтень     | 1761,34 | 20,50      | 7              | 2,97          |
| Монбарон    | 1764,24 | 2,90       | 1              | 2,90          |

Итогом стало неприятие гипотезы Озо научным сообществом того времени, как основанной на подгонке фактов под теорию.

### Атмосферный феномен

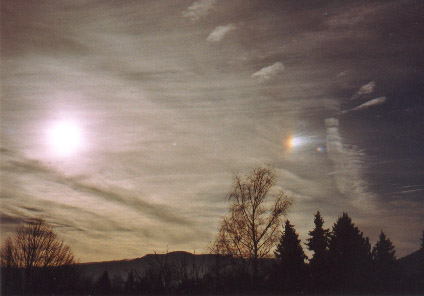
Паргелий

В 1885 году бельгийским астрономом и физиком Жюльеном Тирионом (Julien Thirion) было предложено новое объяснение наблюдений спутника Венеры. Тирион связал их с феноменом паргелиев или ложных солнц, который, как известно сейчас, вызывается дифракцией света на кристаллах льда в верхних слоях земной атмосферы. Тирион уделил особое внимание наблюдениям Фонтаны, который видел не один, а два объекта, что весьма характерно для описываемого класса явлений.
Тирион считал свою теорию заметно превосходящей теории предшественников. Данное объяснение, однако не пользовалось большой популярностью среди астрономов.

### Слабые звёзды

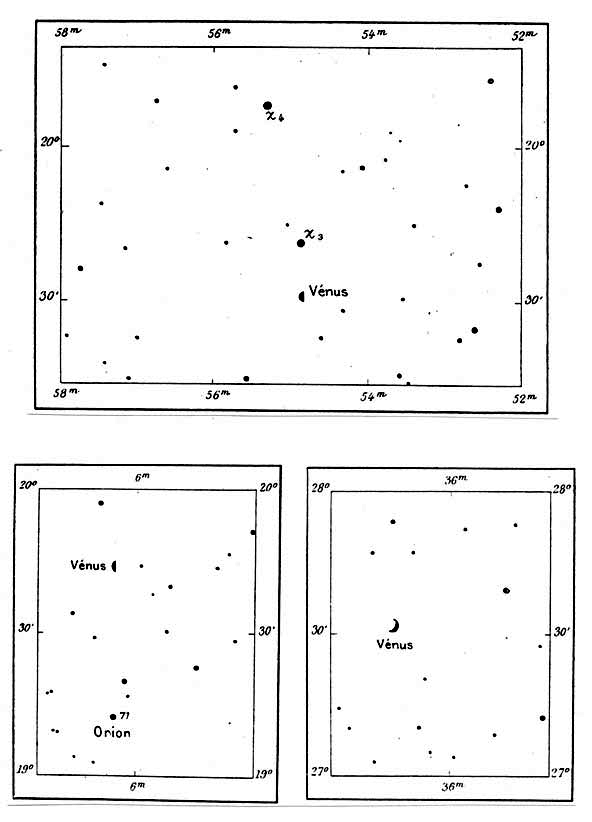
Карты Штробанта, на которых показано звёздное небо в окрестностях Венеры в моменты наблюдений спутника

Последним в XIX веке серьёзным исследованием, объяснявшим наблюдения спутника, была работа Паула Штробанта, опубликованная в 1887 году. Штробант в ней дал критический анализ всех предыдущих объяснений, придя к выводу, что объяснения, основанные на представлении об ошибке наблюдателей, слишком расплывчаты или не объясняют всех имеющихся наблюдений, а объяснения, предполагающие наличие нового небесного тела — не подтверждены реальными фактами. Штробант отверг предположение о том, что ранние наблюдатели видели Уран или Весту в соединении с Венерой (так как ни одно из этих тел не находилось в соединении с Венерой в нужный момент), не согласен он был и с предположением о существовании новой внутренней планеты, а отражение Венеры на кристаллах льда в земной атмосфере, по его мнению, не могло находиться в нужном месте по отношению к планете.
Основным объяснением, предложенным Штробантом, было предположение о том, что наблюдатели видели не спутник, а слабые звёзды, находившиеся в момент наблюдения вблизи Венеры. При этом ему удалось найти те звёзды, которые находились в позиции, очень близкой к указанной наблюдателями. Воспользовавшись Боннским обозрением, Штробант обнаружил, например, что 7 августа 1761 года в том месте, где по описанию Рудкиара должен был быть спутник, находилась звезда 6-й величины 71 Ориона, а в том месте, где спутник 3 января 1768 года видел Хорребоу — звезда θ Весов.
Не для всех наблюдений ему удалось подобрать точное соответствие из каталога (так, не удалось объяснить этим способом наблюдения Кассини и сообщение Майера 1759 года); для этих случаев он остановился на других объяснениях: ошибка в дате, оптическая иллюзия и т. д.
Именно работа Штробанта положила конец дискуссиям относительно природы объекта, который наблюдатели принимали за спутник Венеры.

## Спутник Венеры в современных научных теориях
Попытки объяснить отсутствие спутника предпринимаются и современными учёными, однако при этом если и принимается, что спутник существовал, то считается, что он исчез задолго до развития на Земле инструментальной астрономии. Было установлено, что стабильные орбиты для спутника, как прямые, так и обратные, вокруг Венеры отсутствуют. Однако предположения о судьбе спутника разнятся, было выдвинуто несколько теорий его исчезновения.
Согласно первой, спутник был разрушен, поскольку действие приливных сил Солнца замедлило вращение Венеры и приблизило его слишком близко к планете. По мнению некоторых учёных, данная гипотеза согласуется с наличием на Венере хорошо сохранившихся ударных кратеров, которые могли образоваться относительно недавно в процессе разрушения спутника. По одному из вариантов данной теории, спутник образовался в результате столкновения Венеры с каким-то большим небесным телом, в результате чего она стала вращаться против часовой стрелки. Затем, через несколько миллионов лет, второе аналогичное столкновение вновь изменило направление вращения планеты, в результате чего приливное трение начало приближать к ней спутник, что в итоге и привело к столкновению.

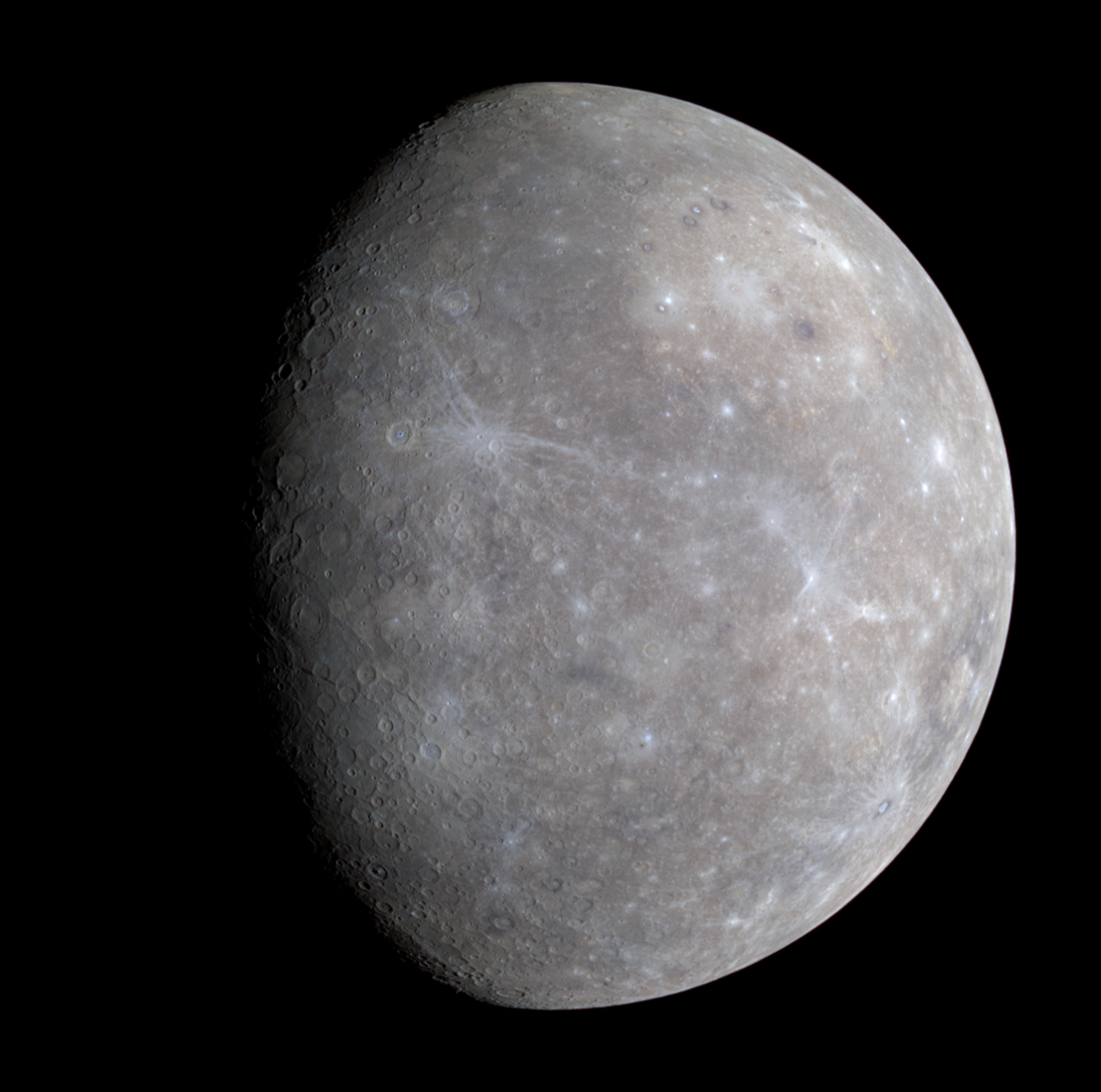
Меркурий

По второй, спутником Венеры изначально был Меркурий, но приливные взаимодействия в итоге вывели его на самостоятельную планетарную орбиту. Данная гипотеза объясняет в том числе медленное вращение Венеры вокруг своей оси и значительный нагрев данной планеты, вызванные приливным взаимодействием с массивным спутником.
Возможно также, что Венера не имела спутников с самого момента своего образования. Согласно одной из гипотез, формирование Венеры произошло в результате лобового столкновения двух планетоидов, в результате которого спутник образоваться не мог.

## Квазиспутник Венеры
В настоящее время у Венеры имеется один квазиспутник, астероид 2002 VE68, находящийся с Венерой в орбитальном резонансе. Вычисление орбитального движения этого астероида в прошлом и будущем показало, что текущую орбиту он занял около 7000 лет назад, вероятно, в результате сближения с Землёй, и что он будет оставаться на ней ещё в течение 500 лет, после чего займёт положение в точке Лагранжа L5 в системе Солнце — Венера, став, таким образом, одним из «троянцев» Солнечной системы. Этот астероид также может приближаться на достаточно малое расстояние к Земле, что, вероятно, и станет причиной изменения его орбиты в будущем.

## Спутник в философии и культуре
Несмотря на то, что во второй половине XVIII века число астрономов, верящих в существование спутника, значительно уменьшилось, идея о наличии у второй от Солнца планеты компаньона оставалась весьма популярной в просвещённых кругах.
Шарль Бонне в своём знаменитом труде Contemplation de la nature (1764), основываясь на «принципе изобилия» («все сущности, которые могут существовать, существуют»), говорит о спутнике Венеры, как о реально обнаруженном объекте: «У Венеры и Земли есть по одному спутнику… Спутник Венеры, промелькнувший в поле зрения астрономов в прошлом веке, и недавно вновь увиденный, предвосхищает новые завоевания астрономии». Кроме того, как упоминалось выше, подробное описание спутника было дано в «Энциклопедии».
Спутник не избежал и внимания со стороны высшего общества. Фридрих Великий, желая, чтобы его друг Жан Лерон д’Аламбер стал президентом Берлинской Академии, с целью привлечь его в Берлин, предложил назвать спутник Венеры в его честь (впрочем, д’Аламбер отказался от предложения и в Берлин не поехал). Похожую честь с той же целью Фридрих оказал Вольтеру, сравнив его со спутником Венеры.
Интересно, что и д’Аламбер, и Вольтер в 1760-х годах, после наблюдений прохождения Венеры, упоминали спутник Венеры в своих работах. Если д’Аламбер относился к его существованию крайне критически (он упоминал в письме Вольтеру, что «лакей Венеры отказался проследовать за ней во время её прохождения перед Солнцем»), то Вольтер был более оптимистичен: в своём сочинении Singularités de la nature он писал, что несмотря на неудачи, преследующие астрономов, спутник всё же может существовать — надо лишь дождаться его обнаружения.
Спутнику продолжало уделяться достаточное внимание в получивший распространение популярной литературе по астрономии (в жанре, который можно обозначить как «астрономия для дам»). Если некоторые авторы подобных сочинений (например, Бенджамин Мартин (Benjamin Martin), в 1759 году опубликовавший диалоги The Young Gentleman and Lady’s Philosophy, и Йоханнес Флорентиус Мартинет (Johannes Florentius Martinet), автор четырёхтомника Katechismus der Natuur, написанного в 1776—1779 годах) считали спутник реально существующим, основываясь на работах Кассини, Шорта и Монтеня, то другие (например, Иоганн Генрих Гельмут (Johann Heinrich Helmuth), автор Anleitung zur Kenntnis des grossen Weltbaues für Frauenzimmer in freundschaftlichen Briefen) принимали в расчёт более современные данные, объясняя существующие наблюдения оптическими иллюзиями.
Таинственный спутник добрался и до художественной литературы, хотя и с большим опозданием. В романе «Гектор Сервадак» известного французского писателя Жюля Верна герои, вместе с куском земной поверхности оседлавшие комету, приближаются к Венере, разглядев на ней «облака, носившиеся в её атмосфере, постоянно насыщенной парами, и казавшиеся полосами на фоне диска» и «семь пятен, — это, по мнению Бианкини, моря, сообщающиеся между собой». Наконец, сближение заканчивается:

— Ну вот, — сказал капитан Сервадак, — а все-таки сближение планет пошло нам на пользу: теперь мы знаем, что у Венеры нет луны! Дело в том, что Доминико Кассини, Шорт, Монтень де Лимож, Монбарон и другие астрономы всерьёз утверждали, что у Венеры есть спутник.
— А жаль, что это не так, — добавил Гектор Сервадак, — ведь мы могли бы
прихватить по дороге и эту луну; тогда к нашим услугам было бы целых две.

Другие французские авторы, Жорж ле Фор (Georges le Faure) и Анри де Граффиньи (Henry de Graffigny) в своём научно-фантастическом романе Aventures extraordinaires d’un savant Russe (1888), направив русско-французскую команду космонавтов в путешествие по Солнечной системе, вложили в уста своих героев обсуждение существования спутника Венеры. Диспут завершил русский исследователь Михаил Осипов следующим итогом:

Многие астрономы считали, что видели спутник, о котором вы говорите; что касается меня, и несмотря на многочисленные трактаты, опубликованные по данной проблеме, я продолжаю считать его существование проблематичным. С другой стороны, на это можно возразить, что трудно признать, что такие учёные, как Кассини, Хорребоу, Шорт и Монтень пали жертвой оптического обмана или увидели не то, что есть в действительности…
Я считаю, что возможны лишь два объяснения: либо они приняли малую планету, проходившую близ Венеры и попавшую в их поле зрения, за спутник; либо что этот спутник, который должен быть весьма мал, невидим с Земли кроме как в самых исключительных условиях.
Оригинальный текст (фр.)Beaucoup d’astronomes ont cru voir, en effet, le satellite dont vous parlez; quant à moi, malgré les nombreuses brochures publiées à ce sujet, je persiste à considérer son existence comme problématique… vous me répondrez qu’il est difficile, d’un autre côté, d’admettre que des savants comme Cassini, Horrebow, Short et Montaigne aient mal vu ou aient pu prendre, pour argent comptant, une illusion d’optique…

Pour moi, il n’y a que deux explications possibles: ou bien, ils ont pris pour un satellite de Vénus une petite planète passant dans le même champ optique, ou bien ce satellite, très petit, n’est visible de la terre que dans des conditions tout à fait exceptionnelles.

Осипов не отвергает и выдвинутую другим членом команды гипотезу о том, что спутник существовал, но с тех пор, вероятно, упал на планету.
Александр Беляев в книге «Прыжок в ничто» описывает наблюдение спутника Венеры космическими путешественниками, высадившимися на поверхность этой планеты, при этом он «объясняет» и сложности с наблюдением спутника земными астрономами:

В один из таких перерывов подул сильный ветер, и облака вдруг унесло в сторону. На минуту выглянуло звёздное небо.
— Луна. Смотрите, маленькая луна! — воскликнул Ганс, показывая рукавицей. Да, это был маленький спутник Венеры, который казался не более вишни. Малый размер и густая атмосфера Венеры, ярко излучающая свет, скрывали её спутника от глаз земных астрономов.
— А. Беляев. [lib.ru/RUFANT/BELAEW/jumpnoth.txt Прыжок в ничто.]
О существовании естественного спутника Венеры, носящего имя Венита, упоминается в фантастической повести Аркадия и Бориса Стругацких «Страна багровых туч». Авторы указывают, что включили в повесть упоминание о спутнике в надежде на его скорое открытие — которое так и не произошло.
В XX веке спутник также попал в поле зрения сторонников различного рода псевдонаучных и эзотерических учений. Так, в розенкрейцеровской публикации 1958 года рассматривалась возможность того, что наблюдатели XVIII века видели не естественный, а искусственный спутник Венеры, выведенный на орбиту иной цивилизацией, а публикация в UFO Roundup от 5 октября 2000 года, подробно рассматривающая исторические наблюдения 1740—1760 годов, содержит вывод о том, что Шорт, Монбарон и Рудкиар могли видеть гигантский космический корабль, находившийся на околовенерианской орбите.
Не был обойдён спутник и сторонниками теософского учения. Чарлз Уэбстер Ледбитер, близкий друг Анни Безант, в 1911 году, упомянув исторические наблюдения спутника, и не веря в их ошибочность, предположил, что они находятся в соответствии с теософской доктриной, согласно которой Луна будет разрушена, когда человеческая раса дойдёт до седьмого круга перерождения; поскольку, по мнению Ледбитера, у Венеры был спутник, который потом исчез, это означало, что жители Венеры уже достигли седьмого круга.
Утверждается также, что спутник фигурирует в мифологии догонов, которые якобы считают его реально существующим.
Предпринимаются и попытки «объяснить» исторические наблюдения спутника присутствием в Солнечной системе неоткрытых объектов таинственного характера (например, «Противоземли/ Контр-земли», планеты, находящейся в точке Лагранжа L3 системы Земля — Солнце).
Наконец, в устах критиков науки спутник Венеры, наряду с планетой Нейт, второй луной Земли и другими подобными объектами, становился одним из примеров «проклятой информации», отвергнутой официальной наукой, но не забытой и относящейся, как им представляется, к реально существующему объекту.

### Описания наблюдений
- Fontana F. Novae coelestium terrestriumq. rerum observationes et fortasse hactenus non vulgatae. — Neapoli: Apud Gaffarum, 1646. — 151 p. Архивировано 23 мая 2009 года.

- Cassini J. D. Découverte de la lumiere celeste qui paroist dans le Zodiaque (недоступная ссылка — история) // Mem. Acad. Roy. Sci. — 1730. — Vol. 8. — P. 119—209.

- Short J. An observation on the planet Venus (with regard to her having a satellite) // Philosophical Transactions (for 1739—41). — 1744. — Vol. 41, № 459. — P. 646—647.

- Baudouin A. Mémoire sur la découverte du satellite de Vénus, et sur les nouvelles observations qui viennent d’étre faites à cette sujet. — Paris: Desaint & Saillant, 1761.

- Baudouin A. Remarques sur une quatriéme observation du satellite de Venus faite à Limoges le 11 mai 1761. — Paris: Desaint & Saillant, 1761.

- Baudouin A. Abhandlung von der Entdeckung eines Trabanten der Venus. — Berlin: Verlag des Buchladens der Realschule, 1761.

- Horrebow C. Videre fortsættelse af observationerne gjorte paa Veneris drabant // Skrifter, Kgl. danske Videnskabernes Selskab. Part 9 (for 1761—64). — 1765. — P. 400—403.

- Artzt F. Iagttagelse over Venus og dennes Drabant // Nyeste Skilderie af Kjøbenhavn. — 1813. — Vol. 29. — P. 452—455.

- Schjellerup H. C. F. C. On some hitherto unknown observations of a supposed satellite of Venus // Copernicus: An International Journal of Astronomy. — 1882. — Vol. 2. — P. 164—168.

### Иные исследования, посвящённые спутнику Венеры
- Hell M. De satellite Veneris. — Vienna: Joannis Thomæ de Trattnern, 1765.

- Lambert J. H. Essai d’une Théorie du Satellite de Vénus // Nouveaux Mémoires de l’Académie Royale des Sciences et Belles-Lettres Année MDCCLXXIII, Classe de Philosophie Expérimentale. — 1775. — P. 222—250.

- Schorr F. Der Venusmond und die Untersuchungen über die früheren Beobachtungen dieses Mondes. — Braunschweig: Vieweg und Sohn, 1875.

- Stroobant P. Etude sur le Satellite énigmatique de Vénus (англ.) // Astronomische Nachrichten. — Wiley-VCH, 1887. — Vol. 118. — P. 5—10.

- Kragh H. The Moon that Wasn’t: The Saga of Venus’ Spurious Satellite. — Birkhäuser, 2008. — 199 p. — (Science Networks — Historical Studies). — ISBN 978-3-7643-8908-6.